# Neoitamus impudicus
Neoitamus impudicus là một loài ruồi trong họ Asilidae. Neoitamus impudicus được Gerstaecker miêu tả năm 1862. Loài này phân bố ở vùng Cổ Bắc giới.